# Ángeles Mateos Díaz
Ángeles Mateos Díaz (Madrid, 24 de junio de 1893 - ?), en algunos archivos registrada con el apellido Fernández, fue una matrona española, represaliada por el franquismo.

## Biografía
Ángeles Mateos Díaz nació en Madrid en 1893. El 2 de septiembre de 1929 obtuvo el título de matrona en la Universidad Central de Madrid. Tras el fallido golpe militar de 1936 que dio inicio a la guerra civil española, Mateos Díaz fue destinada a la casa de socorro de Chamartín de la Rosa, donde siguió ejerciendo como matrona. Estaba afiliada a Izquierda Republicana.
Fue acusada de inducción al asesinato y de adhesión a la rebelión por dos de sus compañeros de la casa de socorro, la matrona Enriqueta García Fernández y el practicante Pelayo Rubio González, que declaró en su contra, de no socorrer a un herido que había sido paseado y avisar, en su lugar, a milicianos de la checa de la plaza de toros de Tetuán.
El 22 de junio de 1939 fue condenada a pena de muerte por el delito de auxilio a la rebelión. Tres meses después, 6 de octubre de 1939, le fue conmutada la pena capital por 30 años de reclusión mayor. El 25 de noviembre de 1940 ingresó en la prisión de Saturrarán. No le aceptaron la conmutación que solicitó en 1943. El 21 de julio de 1946, tras cumplir 7 años de su condena, obtuvo la libertad condicional pero con la pena de destierro en Valladolid. Le fue denegado el levantamiento de su destierro para volver a Madrid, pese a aducir no disponer de medios de subsistencia. El 2 de diciembre de 1947, obtuvo una plaza de practicante interina en Tordesillas. En 1950, consiguió una plaza como matrona en Arévalo.